# Rive gauche

Mappa di Parigi. La rive gauche corrisponde alla parte a sud del fiume

Il termine rive gauche (pron. [ˌʀiv ˈɡoʃ]), che in francese significa "riva sinistra", designa per antonomasia la porzione della città di Parigi situata sulla riva sinistra della Senna.
Tale zona, che occupa circa un terzo del territorio parigino, si contrappone alla rive droite, ossia alla parte di città che si trova a nord della Senna. Si tratta di una suddivisione non avente valore amministrativo, che ingloba infatti il V, VI, VII, XIII, XIV e XV arrondissement (escluse le isole fluviali).
Al di là della sua natura prettamente geografica, il termine rive gauche è entrato nell'uso comune, non solo dei parigini, come sinonimo di quartiere intellettuale, artistico e bohémien, in quanto la riva sinistra della Senna è sempre stata, almeno fino agli anni settanta del novecento, storicamente al centro della vita letteraria, universitaria ed artistica di Parigi per la presenza dell'università della Sorbona, del quartiere latino e di Montparnasse.